# Château de Châteldon
Le château de Châteldon est un château fort situé dans le centre du village de Châteldon dans le nord du département du Puy-de-Dôme. 

## Histoire
Sa construction remonte probablement au XIIe siècle mais il a été réédifié à partir de 1489 puis partiellement détruit et reconstruit au milieu du XIXe siècle. Sa chapelle, encore existante aujourd'hui, date du début du XIVe siècle. 
Le château connut plus de 38 propriétaires différents. On peut citer la famille Aycelin de Montaigut ou Rodrigue de Villandrando.
En 1433, à l'époque où Rodrigue de Villandrando en était le seigneur, une bande de pillards anglo-bourguignons fit le siège du château et il en resta une chanson patoise : 
Do tandis que Villandrandon 

Commedave Chateldon 

Don Ingles cheu nous vainguiton 

Ma è fitou chi ben battus 

Que jamais n’y sont pu vingu
Du temps de Villandrando

Commandait à Châteldon

Les Anglais vinrent chez nous 

Mais ils furent si bien battus 

Qu’ils n’y sont plus jamais venus
D’après la tradition le chef anglais aurait été tué au lieu-dit la Mort Gate. Sous le château se trouve un champ qui aurait servi de cimetière aux Anglais. 
En 1931, il fut racheté pour 200 000 francs par Pierre Laval, originaire du village, qui y fit faire d'importants travaux de rénovation. Il y vécut entre 1942 et 1944, alors qu'il était chef du gouvernement du régime de Vichy, le château se trouvant à une vingtaine de kilomètres de la ville thermale. Il souhaitait s'y faire enterrer et avait fait construire un mausolée dans la cour du château mais les gouvernements successifs d'après-guerre refusèrent toujours les demandes de sa fille dans ce sens (il est enterré au cimetière du Montparnasse). 
Le château fut réquisitionné à la Libération en 1944 pour accueillir des rescapés des camps de concentration et d'anciens prisonniers de guerre. Il fut restitué en 1948 à la fille unique de Pierre Laval, Josée de Chambrun qui obtint en 1951 2,8 millions de francs d'indemnités pour « mise en vente illégale ». Il est aujourd'hui la propriété de la fondation qu'elle a créée avec son mari René de Chambrun, la fondation Josée-et-René-de-Chambrun. Il n'est pas ouvert au public. 
Le château est inscrit au titre des Monuments historiques depuis 1926.